# Snitterby
Snitterby – wieś w Anglii, w hrabstwie Lincolnshire, w dystrykcie West Lindsey. Leży 23 km na północ od Lincoln i 216 km na północ od Londynu.